# 安德烈亚斯·贝姆
安德烈亚斯·贝姆（德語：Andreas Behm，1962年11月28日—2021年12月27日），德国男子举重运动员。他曾代表德国参加1992年和1996年夏季奥林匹克运动会举重比赛，其中1992年奥运会获得一枚铜牌。